# 알리칸테 7
알리칸테 7은 RSGC5 (Red Supergiant Cluster 5)로도 알려진 우리 은하에 속한 젊은 무거운 산개 성단으로 다수의 적색초거성이 존재한다. 성단은 태양으로부터 약 19,600 광년 거리에 있는 방패자리에 위치하고 있으며 방패자리-남십자자리 팔에 위치한다.
알리칸테 7의 나이는 1,600만-2,000만 년으로 추정되며 심하게 가려져 가시광선으로 관측할 수 없다. 이 성단은 RSGC1, 스티븐슨 2, RSGC3, 알리칸테 8, 알리칸테 10으로 알려진 다른 적색초거성 무리와 가깝다. 알리칸테 7은 7개의 적색초거성을 포함하고 질량은 태양질량의 약 1만배로 추산되며 이는 은하계에서 가장 무거운 산개성단 중 하나다.